# 밀녀
"밀녀"는 한국에서 제작된 이신명 감독의 1972년 영화이다. 남궁원 등이 주연으로 출연하였고 전석진 등이 제작에 참여하였다.

## 출연

### 주연
- 남궁원
- 김동원